# ロトルア湖

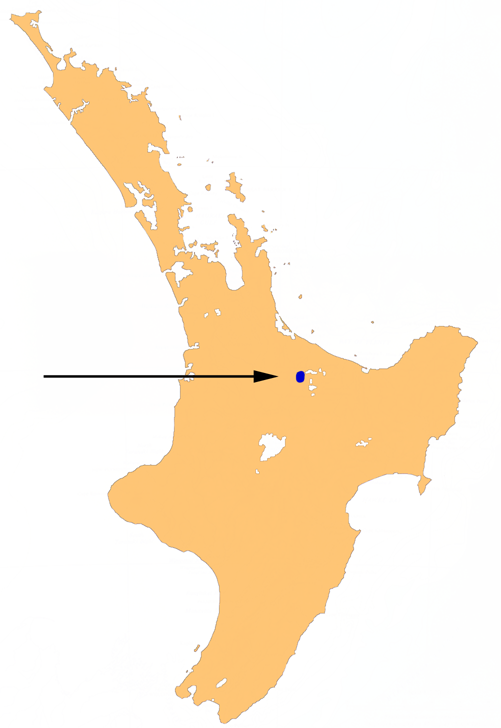
ロトルア湖の位置

ロトルア湖（Lake Rotorua）は、ニュージーランドの北島にあって、同島で表面積が2番目に大きな湖である。その面積は、7,878haにおよぶが、平均水深はほんの11mで、水量の点からはそばのタラウェラ湖（Lake Tarawera）よりもかなり小さい。ベイ・オブ・プレンティ地方の中の38°05′S 176°16′Eに位置する。ロトルア市は湖の南岸にあり、ンゴンゴタハ（Ngongotaha）の町は湖の西端にある。
湖は、タウポ火山帯にある巨大火山の噴火口からできている。最後の大噴火は、14万年前にあった。その噴火後、火山の真下の溶岩溜りが崩壊した。残った丸いくぼみがロトルア・カルデラ（Rotorua Caldera）で、湖の場所である。火山起源の湖が他にもいくつか、活火山タラウェラ山の麓に沿って東に隣接している。
ロトルア湖には、多数の河川から水が注がれており、ウタヒナ沢のような一部の河川には、ロトルア地域の地熱活動のために、湖より水温が高い水が流れている。反対に、ハムラナ･スプリングス（Hamurana Spring）やアワホウ沢のような北岸にある水流には、10℃の常温を保つ澄んだ水が流れている。他の著名な流入河川には、マス釣りで有名なンゴンゴタハ川が含まれる。
ロトルア湖を流れる大きな水量にかかわらず、浅い水深のため特に風の激しい天候の後の沈殿物から色がつきやすい。湖は釣り人にはよく利用されているが、ウォータースポーツ関係者や水泳者にはあまり人気がない。
ロトルア湖は、湖の北東の隅にあるオハウ川（Ohau Channel）を通って直接 ロトイチ湖（Lake Rotoiti）へ流れ込む。この川は、ボートで航行でき、フライフィッシングをする釣り人に好まれている。オハウ川は、水深がとても浅い地域モウレア（Mourea）･デルタにつながっている。この地域には、カヤックや水泳の初心者がよく訪れる。すぐ近くには、テ・アラワ（Te Arawa）族のナティ･ピキアオ（Ngati Pikiao）支族の先祖代々の土地がある。ロトイチ湖からロトルア湖の水は、マケツ（Maketu）の近くで太平洋に注ぐカイツナ川（Kaituna River）に流れる。20km以内での海抜約300mからの急降下は、極限のカヤッキングやホワイトウォーターラフティングのために使われる地域をつくり出している。
湖の中央に近いモコイア島（Mokoia Island）は、流紋岩のドームである。それはおそらく、ニュージーランドで最もよく知られる湖の島で、マオリ族の最も有名な伝説のひとつ「ヒネモアとツタネカイ」に密接に関連している。湖岸の長の娘ヒネモアがモコイア島に住む恋人のツタネカイのもとへ湖を泳ぎ渡ったと言われる、有名な恋愛物語である。

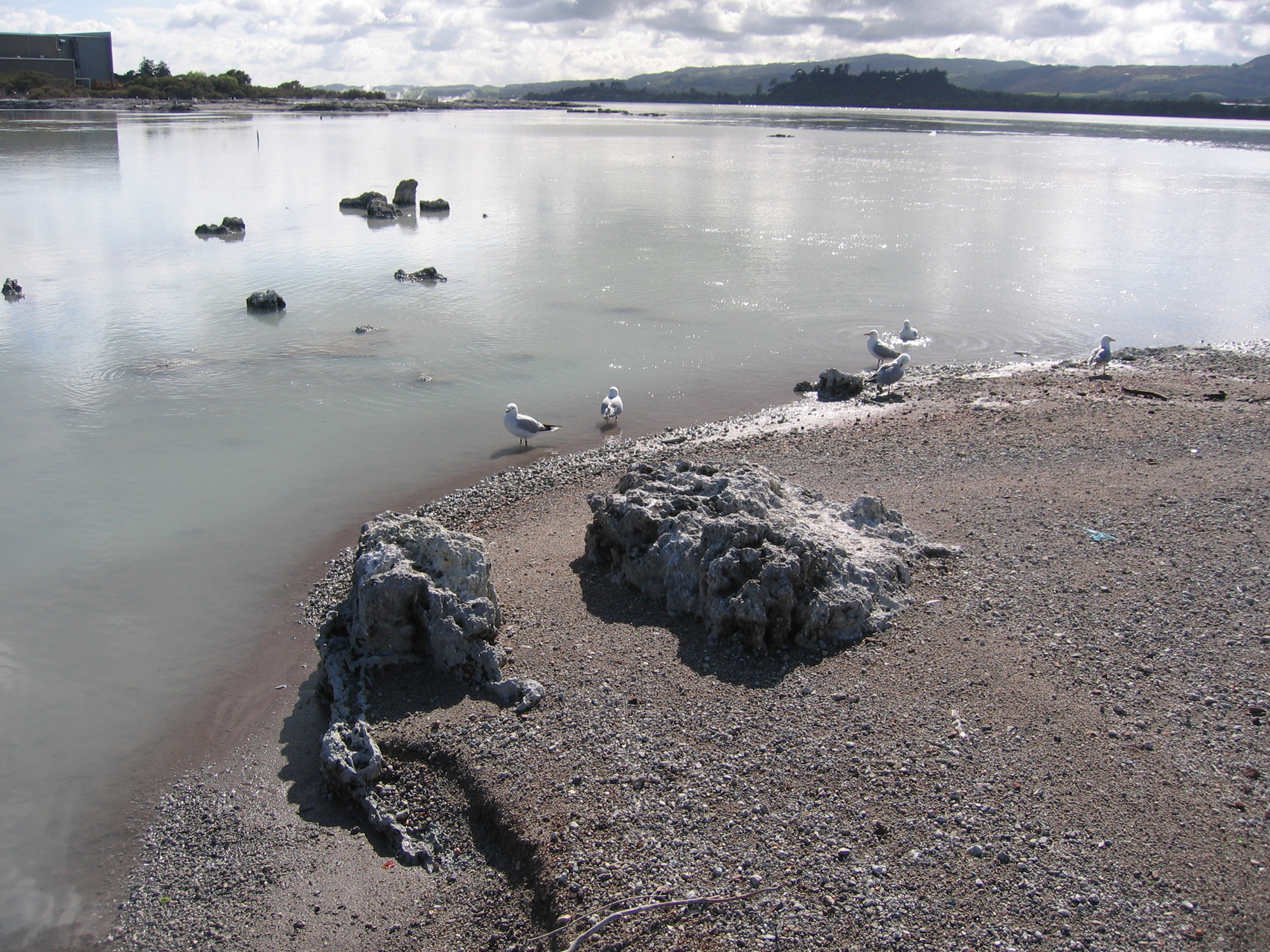
ロトルア湖畔

いまだ活発な間欠泉と熱い泥だまりを含む、湖の周囲の地熱活動のために、湖は硫黄の含有量が高い。このため、湖水は独特の黄緑の色合いをしている（右写真）。
座標: 南緯38度05分 東経176度16分 / 南緯38.083度 東経176.267度